# Anna McCune Harper
Pour les articles homonymes, voir McCune et Harper.
Anna McCune (2 juillet 1902 – 14 juin 1999, Moraga, Californie) est une joueuse de tennis américaine des années 1930. Elle est aussi connue sous son nom de femme mariée, Anna McCune-Harper.
À l'US Women's National Championship, elle a atteint cinq finales sans jamais parvenir à s'imposer :
- en simple, battue par Betty Nuthall en 1930 ;
- en double dames en 1928, 1930 et 1932, chaque fois aux côtés d'Edith Cross ;
- en double mixte en 1931 avec Wilmer Allison.

C'est à Wimbledon en 1931 qu'elle a signé son unique succès dans une épreuve du Grand Chelem, associée à George Lott en double mixte.

## Palmarès (partiel)

### Finales en simple dames
| No | Date       | Nom et lieu du tournoi                     | Catégorie | Surface      | Vainqueure      | Score    |          |
| -- | ---------- | ------------------------------------------ | --------- | ------------ | --------------- | -------- | -------- |
| 1  | 25/06/1928 | Pacific Coast Championships, Berkeley      |           | Terre (ext.) | Edith Cross     | 8-6, 6-2 |          |
| 2  | 10/06/1929 | 40th Pacific Coast Championships, Berkeley |           | Terre (ext.) | Ethel Burkhardt | 6-4, 6-0 | Parcours |
| 3  | 18/08/1930 | US National Championships, Forest Hills    | G. Chelem | Gazon (ext.) | Betty Nuthall   | 6-1, 6-4 | Parcours |
| 4  | 30/09/1930 | Pacific Coast Championships, Berkeley      |           | Terre (ext.) | Helen Wills     | 6-3, 6-1 | Parcours |
| 5  | 24/09/1932 | Pacific Coast Championships, San Francisco |           | Terre (ext.) | Alice Marble    | 6-2, 6-2 | Parcours |

### Titres en double dames
| No | Date       | Nom et lieu du tournoi                    | Catégorie | Surface      | Partenaire      | Finalistes                            | Score         |          |
| -- | ---------- | ----------------------------------------- | --------- | ------------ | --------------- | ------------------------------------- | ------------- | -------- |
| 1  | 10/06/1929 | 40th Pacific Coast Championships Berkeley |           | Terre (ext.) | Lucy McCune     | Ethel Burkhardt Josephine Cruiskshank | 6-3, 3-6, 6-4 | Parcours |
| 2  | 30/09/1930 | Pacific Coast Championships Berkeley      |           | Terre (ext.) | Edith Cross     | Marjorie Gladman Marjorie Morrill     | 4-6, 6-3, 6-2 | Parcours |
| 3  | 26/09/1931 | Pacific Coast Championships Berkeley      |           | Terre (ext.) | Edith Cross     | Alice Marble Dorothy Weisel           | 6-4, 6-4      | Parcours |
| 4  | 24/09/1932 | Pacific Coast Championships San Francisco |           | Terre (ext.) | Edith Cross     | Golda Gross Alice Marble              | 6-2, 6-2      | Parcours |
| 5  | 26/09/1936 | Pacific Coast Championships Berkeley      |           | Terre (ext.) | Frances Umphred | Golda Gross Elsie Gabel               | 7-5, 6-1      | Parcours |

### Finales en double dames
| No | Date       | Nom et lieu du tournoi                 | Catégorie | Surface      | Vainqueures                 | Partenaire  | Score         |          |
| -- | ---------- | -------------------------------------- | --------- | ------------ | --------------------------- | ----------- | ------------- | -------- |
| 1  | 20/08/1928 | US National Championships Forest Hills | G. Chelem | Gazon (ext.) | Hazel Hotchkiss Helen Wills | Edith Cross | 6-2, 6-2      | Parcours |
| 2  | 18/08/1930 | US National Championships Forest Hills | G. Chelem | Gazon (ext.) | Betty Nuthall Sarah Palfrey | Edith Cross | 3-6, 6-3, 7-5 | Parcours |
| 3  | 15/08/1932 | US National Championships Forest Hills | G. Chelem | Gazon (ext.) | Helen Jacobs Sarah Palfrey  | Edith Cross | 3-6, 6-3, 7-5 | Parcours |

### Titre en double mixte
| No | Date       | Nom et lieu du tournoi      | Catégorie | Surface      | Partenaire  | Finalistes              | Score         |          |
| -- | ---------- | --------------------------- | --------- | ------------ | ----------- | ----------------------- | ------------- | -------- |
| 1  | 22/06/1931 | The Championships Wimbledon | G. Chelem | Gazon (ext.) | George Lott | Joan Ridley Ian Collins | 6-3, 1-6, 6-1 | Parcours |

### Finale en double mixte
| No | Date       | Nom et lieu du tournoi                 | Catégorie | Surface      | Vainqueures               | Partenaire     | Score    |          |
| -- | ---------- | -------------------------------------- | --------- | ------------ | ------------------------- | -------------- | -------- | -------- |
| 1  | 17/08/1931 | US National Championships Forest Hills | G. Chelem | Gazon (ext.) | Betty Nuthall George Lott | Wilmer Allison | 6-3, 6-3 | Parcours |

## Parcours en Grand Chelem (partiel)
Si l’expression « Grand Chelem » désigne classiquement les quatre tournois les plus importants de l’histoire du tennis, elle n'est utilisée pour la première fois qu'en 1933, et n'acquiert la plénitude de son sens que peu à peu à partir des années 1950.

### En simple dames
| Année | Championnat d'Australasie Championnat d'Australie | Championnat d'Australasie Championnat d'Australie | Internationaux de France | Internationaux de France | Wimbledon       | Wimbledon        | US National | US National   |
| 1925  | -                                                 | -                                                 | -                        | -                        | 3e tour (1/8)   | Mary McIlquham   | -           | -             |
| 1926  | -                                                 | -                                                 | -                        | -                        | 1er tour (1/32) | Cristobel Hardie | -           | -             |
| 1930  | -                                                 | -                                                 | -                        | -                        | -               | -                | Finale      | Betty Nuthall |
| 1931  | -                                                 | -                                                 | -                        | -                        | 4e tour (1/8)   | Betty Nuthall    | -           | -             |
| 1932  | -                                                 | -                                                 | -                        | -                        | 1er tour (1/64) | Kay Stammers     | -           | -             |

À droite du résultat, l’ultime adversaire.

### En double dames
| Année | Championnat d'Australie | Championnat d'Australie | Internationaux de France | Internationaux de France | Wimbledon                   | Wimbledon                 | US National        | US National                 |
| 1928  | -                       | -                       | -                        | -                        | -                           | -                         | Finale Edith Cross | H. Hotchkiss Helen Wills    |
| 1930  | -                       | -                       | -                        | -                        | -                           | -                         | Finale Edith Cross | Betty Nuthall Sarah Palfrey |
| 1931  | -                       | -                       | -                        | -                        | 1/4 de finale M. Gladman    | E. Bennett Betty Nuthall  | -                  | -                           |
| 1932  | -                       | -                       | -                        | -                        | 3e tour (1/8) Sarah Palfrey | Elsie Pittman Joan Ridley | Finale Edith Cross | Helen Jacobs Sarah Palfrey  |

Sous le résultat, la partenaire ; à droite, l’ultime équipe adverse.

### En double mixte
| Année | Championnat d'Australie | Championnat d'Australie | Internationaux de France | Internationaux de France | Wimbledon            | Wimbledon               | US National       | US National               |
| 1931  | -                       | -                       | -                        | -                        | Victoire George Lott | Joan Ridley Ian Collins | Finale W. Allison | Betty Nuthall George Lott |

Sous le résultat, le partenaire ; à droite, l’ultime équipe adverse.